# Macskaorgia
A Macskaorgia (Cat Orgy) a South Park című animációs sorozat 38. része (a 3. évad 7. epizódja). Elsőként 1999. július 14-én sugározták az Egyesült Államokban.
Ez az első része a „meteoreső-trilógiának”, mely három azonos időben, de különböző helyszínen történő eseményt mesél el. A másik két rész a Csupaszon egy forró kádban és A vallás rabjai. Mindegyik epizód egy főszereplőre koncentrál, a Macskaorgia cselekményének középpontjában Eric Cartman áll.

## Cselekmény
|  | Alább a cselekmény részletei következnek! |

A meteoreső éjszakáján Cartman anyja a többi South Park-i felnőttel együtt Mr. Mackey partijára hivatalos, ezért Shelleyt, Stan Marsh tizenéves nővérét kéri meg, hogy a mulatság alatt vigyázzon fiára. Shelley azonban durván bánik Cartmannel és meghívja a lakásba barátját, a huszonkét éves Skylert, aki – mint később kiderül – magával hívta együttesét. Cartman (a Vadiúj vadnyugat című film főhősének öltözve) megpróbál a szobájából egy levelet eljuttatni anyjának a macskájával, Cicussal, melyben leírja a bébiszitter túlkapásait. A macska azonban tüzel, ezért elszökik otthonról, hogy kandúrt találjon. Egy túlsúlyos macskával történő sikertelen próbálkozás után összeakad egy csapat kandúrral, amelyeket magával hív Cartmanék lakásába, ahol azok hamarosan féktelen orgiába kezdenek.
Cartman lefotózza a csókolózni készülő Shelleyt és Skylert, de Shelleynek sikerül megszereznie a képet és büntetésből arra kényszeríti Cartmant, hogy Skyler bandájának próbáját hallgassa. A meteoreső alatt Skyler durván szakít Shelleyvel, mert az a nagy korkülönbség miatt nem hagyja magát elcsábítani. Cartman egy magnóval a teljes beszélgetést felveszi, hogy megzsarolja Shelleyt, de aztán megsajnálja és segít neki bosszút állni Skyleren, aki időközben már hazament. Cartman ellátogat hozzá és a magnó segítségével kicsalogatja lakásából, mialatt Shelley belopózik a házba és összetöri Skyler nagyrabecsült gitárját. Ezután Shelleyék hazatérnek és felfedezik a macskák orgiáját, amely teljesen feldúlta a lakást. Ekkor az ajtóban felbukkan a bőszült Skyler, de Cartman hamar harcképtelenné teszi – egy doboz macskamentát dob rá, ennek következtében a macskák megrohamozzák és a földre kényszerítik Skylert. Mrs. Cartman váratlanul hazatér s ekkor a nemrég tűzszünetet kötött Cartman és Shelley egymást kezdi okolni a felfordulásért – nagy szerencséjükre Cartman anyja annyira részeg, hogy egyből elalszik, így nem veszi észre, milyen állapotban van a lakás.